# Баранамтарра
Баранамтарра (англ. Baranamtarra) — цариця Лагаша в XXIV столітті до нашої ери.
У 2348 до н. е. Баранамтарра і її чоловік, Лугальанда, захопили владу в Лагаші, одному з найстаріших шумерських міст. Вони стали найбільшими землевласниками в місті, представництвом храму і володіли кількома маєтками. Цариця Баранамтарра управляла як власними маєтками, так і володіннями храму богині Бау. Вона продавала та купувала рабів і посилала дипломатичні місії в суміжні держави.
Записи, що збереглися, відображають господарську діяльність цариці Лагаша в глибокій старості. Місто було одним із центрів міжнародної торгівлі і процвітало. Баранамтарра відправляла вовняний одяг і золото в Тільмун, мідь в Зольду, з Тільмуна товари імпортувалися в сусідню Умму. Відповідно віруванням міжнародних торговців, вона встановила бронзову статую богині Нанше. Для своїх володінь, де виготовлялися молочні продукти, Баранамтарра придбала велику рогату худобу в Еламі.
Через політичну нестабільність Баранамтарра та Лугальанда були повалені (можливо, в результаті народного повстання) соціальним реформатором Уруінімгіною (Урукагіною) в 2378 до нашої ери, не були вбиті переможцями. Колишній правитель дожив залишок днів в одному з храмів; цариця ж прожила ще 3 роки, протягом яких продовжувала вести свої справи, при цьому її суспільне становище суттєво не змінилося.